# Saint-Urbain (Quebec)
Saint-Urbain es un municipio parroquial canadiense situado en la provincia de Quebec.

## Superficie
Saint-Urbain tiene una superficie de 330,57 km².

## Demografía
En 2021, tenía 1320 habitantes, una densidad poblacional de 4 hab./km², y 657 viviendas.